# Liste der Biografien/Moc
Liste der Biografien |
Portal Biografien |
Personensuche
# |
A |
B |
C |
D |
E |
F |
G |
H |
I |
J |
K |
L |
M |
N |
O |
P |
Q |
R |
S |
T |
U |
V |
W |
X |
Y |
Z |
?
 
Ma |
Mb |
Mc |
Md |
Me |
Mf |
Mg |
Mh |
Mi |
Mj |
Mk |
Ml |
Mm |
Mn |
Mo |
Mp |
Mq |
Mr |
Ms |
Mt |
Mu |
Mv |
Mw |
Mx |
My |
Mz
 
Moa |
Mob |
Moc |
Mod |
Moe |
Mof |
Mog |
Moh |
Moi |
Moj |
Mok |
Mol |
Mom |
Mon |
Moo |
Mop |
Moq |
Mor |
Mos |
Mot |
Mou |
Mov |
Mow |
Mox |
Moy |
Moz
Die Liste der Biografien führt alle Personen auf, die in der deutschsprachigen Wikipedia einen Artikel haben. Dieses ist eine Teilliste mit 256 Einträgen von Personen, deren Namen mit den Buchstaben „Moc“ beginnt.

## Moc
- Moc, Ladislav (1931–2022), tschechoslowakischer Geher

### Moca
- Mocafico, Guido (* 1962), Schweizer Fotograf
- Mocana, Marinho Martins (* 1982), mosambikanischer Fußballspieler
- Mocanu, Bujorel (1962–2011), rumänischer Fußballspieler und -trainer
- Mocanu, Diana (* 1984), rumänische Schwimmerin
- Mocanu, Mihai (1942–2009), rumänischer Fußballspieler und -trainer
- Močáriová, Alena (* 1964), slowakische Langstreckenläuferin
- Mocartas, Jonas (1943–2003), litauischer Politiker, Mitglied des Seimas
- Mocatta, Frederick David (1828–1905), englischer Unternehmer und Philanthrop

### Mocc
- Moccand, André (* 1931), Schweizer Ruderer und Politiker
- Moccetti, Augusto (1850–1900), Schweizer Architekt
- Moccetti, Roberto (1926–2004), Schweizer Ingenieur und Korpskommandant der Schweizer Armee
- Moccia, Federico (* 1963), italienischer Schriftsteller, Filmregisseur und Drehbuchautor
- Moccia, Giuseppe (1933–2006), italienischer Filmregisseur und Drehbuchautor
- Moccia, Oscar (1898–1976), italienischer Verwaltungsjurist
- Moccio, Stephan (* 1972), kanadischer Musiker und Komponist
- Mocciola, Miguel († 1971), argentinischer Fußballspieler und -trainer
- Mocco, Steve (* 1981), US-amerikanischer Ringer

### Moce
- Moceanu, Dominique (* 1981), US-amerikanische GeräteturnerinDominique Moceanu (* 1981)

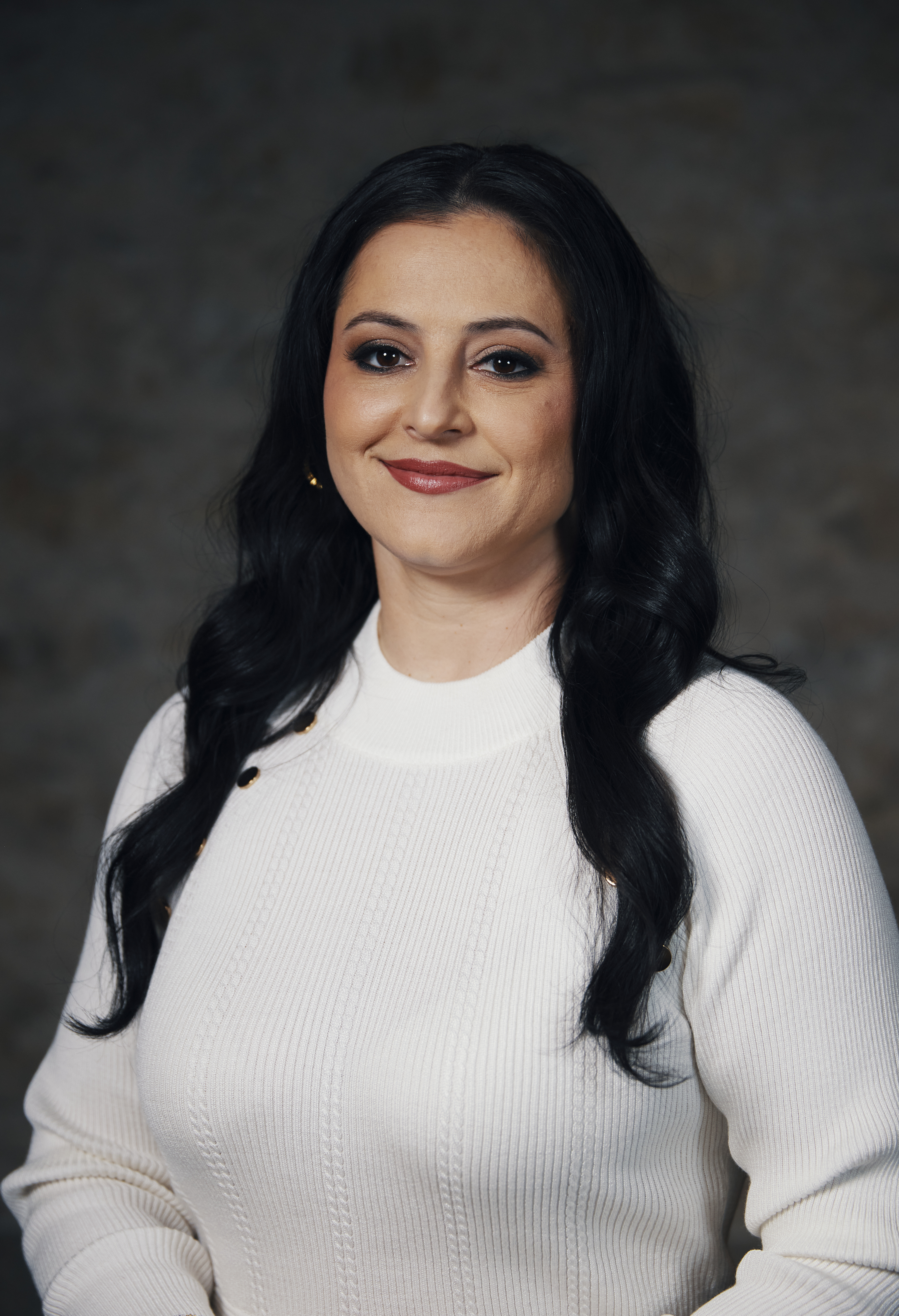
Dominique Moceanu (* 1981)

- Mocek, Petr (* 1980), tschechischer Eishockeyspieler
- Mocek, Reinhard (1936–2021), deutscher Wissenschaftshistoriker und Mitglied des Parteivorstandes der SED-PDS
- Mocek, Wolfgang (* 1947), deutscher Fußballspieler
- Mocellini, Renato (1929–1985), italienischer Bobfahrer
- Mocellini, Simone (* 1998), italienischer Skilangläufer
- Mocenigo I., Alvise (1507–1577), Doge von Venedig (1570–1577)
- Mocenigo III., Alvise (1662–1732), Doge von Venedig (1722 bis 1732)
- Mocenigo IV., Alvise (1701–1778), Doge von Venedig (1763–1778)
- Mocenigo, Alvise II. (1628–1709), Doge Venedigs (1700 bis 1709)
- Mocenigo, Giovanni (1408–1485), Doge von Venedig (1478–1485)
- Mocenigo, Giovanni Francesco (1558–1607), Mitglied der Familie Mocenigo
- Mocenigo, Lazzaro (1624–1657), venezianischer AdmiralLazzaro Mocenigo (1624–1657)

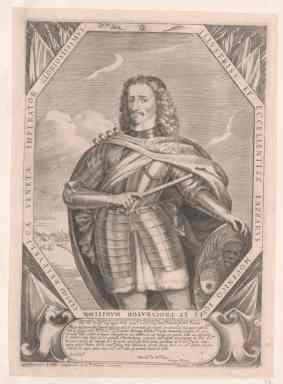
Lazzaro Mocenigo (1624–1657)

- Mocenigo, Pietro (1406–1476), Doge von Venedig (1474–1476)
- Mocenigo, Tommaso († 1423), Doge von Venedig (1414–1423)
- Mocenigo, Zuane (1531–1598), venezianischer Wahlbeamter
- Mocenni Magiotti, Quirina (1781–1847), italienische Adelige
- Mocenni, Mario (1823–1904), italienischer Geistlicher, Kardinal und Nuntius

### Moch
- Moch, Florian (* 1987), deutscher Regisseur und Puppenbauer
- Moch, Friedrich (* 2000), deutscher Skilangläufer
- Moch, Gaston (1859–1935), französischer Pazifist und Anhänger der Esperantobewegung
- Moch, Georg (* 1920), deutscher Polizeibeamter, Polizeipräsident von West-Berlin
- Moch, Gregor (1545–1608), baden-durlachischer Hofrat
- Moch, Jules (1893–1985), französischer Politiker, Mitglied der Nationalversammlung, Staatssekretär und Minister
- Moch, Manfred (1930–2011), deutscher Jazz- und Unterhaltungsmusiker
- Moch, Marija Andrejewna (* 1990), russische Tennisspielerin
- Moch, Robert (1914–2005), US-amerikanischer Ruderer
- Mochalski, Herbert (1910–1992), deutscher Politiker (GVP), Journalist und evangelischer Pfarrer
- Mochan, Don (1928–2014), neuseeländischer Squashspieler
- Mochan, Neil (1927–1994), schottischer Fußballspieler und -trainer
- Mochar, Constance (* 1977), österreichische TriathletinConstance Mochar (* 1977)

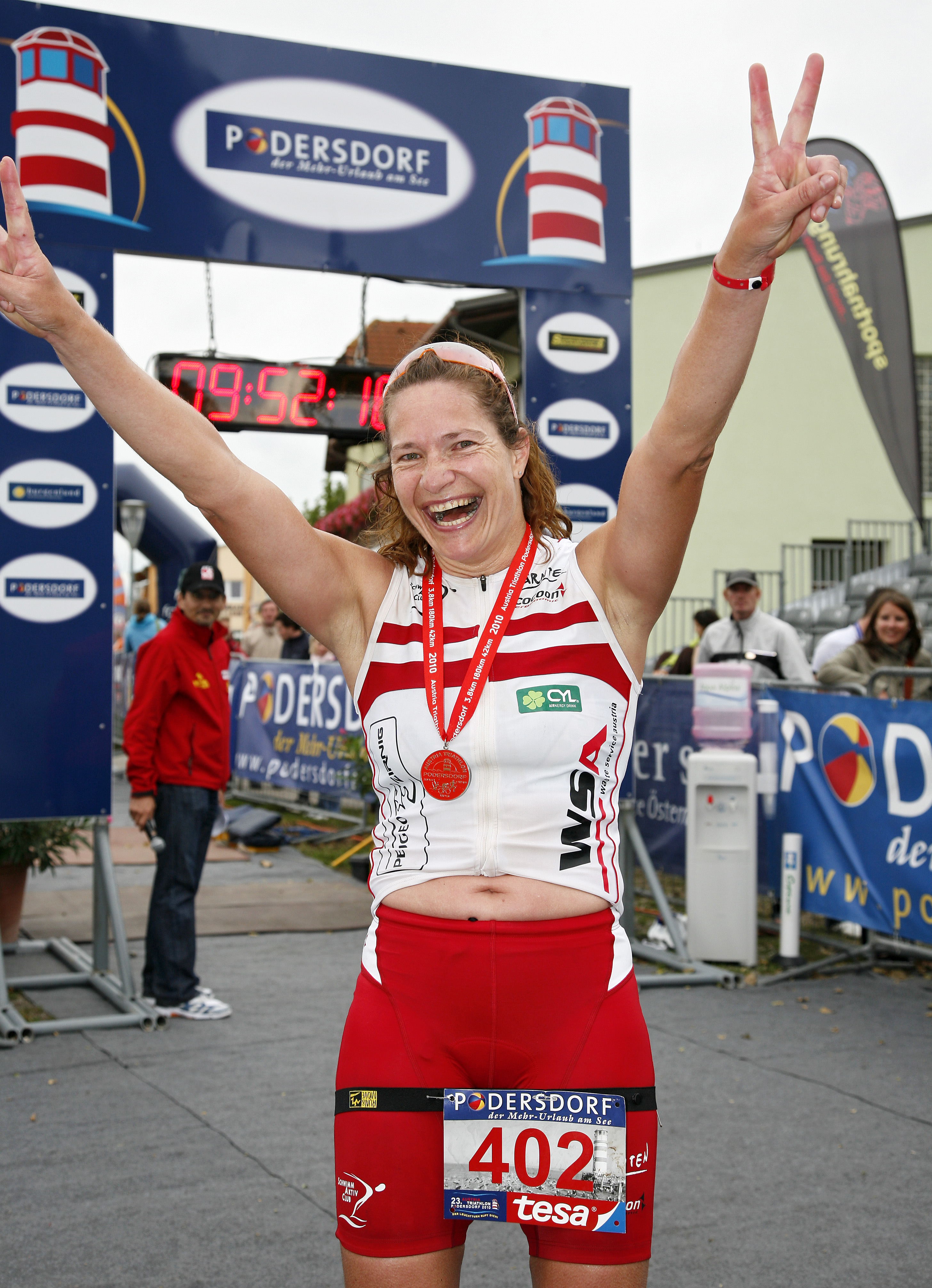
Constance Mochar (* 1977)

- Mochber, Mohammed (* 1955), iranischer Politiker
- Möchel, Erich (* 1957), österreichischer Journalist
- Möchel, Hermann (1925–2007), deutscher Skilangläufer
- Möchel, Marius (* 1991), deutscher Eishockeyspieler
- Möchel, Willi (1914–1943), deutscher Ringer
- Mochesane, Lineo (* 1984), lesothische Taekwondoin
- Mochet, Charles (1880–1934), französischer Konstrukteur, der das Liegerad entwickelte
- Mochi, Francesco (1580–1654), italienischer Bildhauer
- Mochi, Juan (1831–1892), italienischer Maler
- Mochi, Ugo (1889–1977), italoamerikanischer Maler, Designer, Illustrator, Grafiker und Bildhauer
- Mochida, Moriji (1885–1974), japanischer Kendōka
- Mochida, Noriko (* 1966), japanische Judoka
- Mochida, Tatsuto (* 1965), japanischer Judoka
- Mochidome, Shinsaku (* 1988), japanischer Fußballspieler
- Mochihito († 1180), japanischer Prinz
- Mochii, Kyōta (* 1999), japanischer Fußballspieler
- Mochinger, Johannes (1603–1652), deutscher lutherischer Geistlicher, Theologe Kirchenlieddichter und Pädagoge
- Mochizuki, Chikayuki (* 1972), japanischer Fußballspieler
- Mochizuki, Fumio, japanischer Badmintonspieler
- Mochizuki, Gyokusen (1692–1755), japanischer Maler
- Mochizuki, Henry Heroki (* 2001), japanischer Fußballspieler
- Mochizuki, Hideaki (* 1948), japanischer Jazzmusiker
- Mochizuki, Hiroo (* 1936), japanischer Kampfkunstexperte
- Mochizuki, Jun, japanische Comiczeichnerin und Illustratorin
- Mochizuki, Kazuhito (* 1957), japanischer Fußballspieler
- Mochizuki, Kazuyori (* 1961), japanischer Fußballspieler
- Mochizuki, Masayuki (* 1979), Backgammonspieler
- Mochizuki, Minetarō (* 1964), japanischer Manga-Zeichner und -Szenarist
- Mochizuki, Minoru (1907–2003), japanischer Kampfsportler, Begründer des Yoseikan Budo
- Mochizuki, Misato (* 1969), japanische Komponistin und Musikpädagogin
- Mochizuki, Reo (* 1995), japanischer Fußballspieler
- Mochizuki, Ryūji (* 1988), japanischer Fußballspieler
- Mochizuki, Satoru (* 1964), japanischer Fußballspieler
- Mochizuki, Shigeyoshi (* 1973), japanischer Fußballspieler
- Mochizuki, Shin’ichi (* 1969), japanischer Mathematiker
- Mochizuki, Shintarō (* 2003), japanischer Tennisspieler
- Mochizuki, Shizuo (* 1909), japanischer Stabhochspringer
- Mochizuki, Shunkō (1893–1979), japanischer Maler im Nihonga-Stil
- Mochizuki, Takurō (* 1972), japanischer Mathematiker
- Mochizuki, Tatsuya (* 1963), japanischer Fußballspieler
- Mochizuki, Toyohito (* 1953), japanischer Fußballspieler
- Mochizuki, Yoshio (1947–2019), japanischer Politiker
- Mochizuki, Yukio (* 1971), japanischer Biathlet
- Mochizuki, Yūko (1917–1977), japanische Filmschauspielerin und Politikerin
- Mochnacki, Maurycy (1803–1834), polnischer Historiker und Revolutionär der Romantik
- Mochnenko, Hennadij (* 1968), ukrainischer Geistlicher und Missionar
- Mochnjuk, Anastassija (* 1991), ukrainische Siebenkämpferin
- Mocho, Fray (1858–1903), argentinischer Journalist und Schriftsteller
- Mochonna, irischer Heiliger
- Mochrie, Chris (* 2003), schottischer Fußballspieler
- Mochrie, Colin (* 1957), kanadischer Schauspieler
- Mochtar, Achmad (1890–1945), indonesischer Molekularbiologe

### Moci
- Mocikat, Anna (* 1977), deutsche Schriftstellerin und Drehbuchautorin
- Močinić, Ivan (* 1993), kroatischer Fußballspieler
- Mociño, José Mariano (1757–1820), spanisch-mexikanischer Arzt und Botaniker
- Mociulschi, Leonard (1889–1979), rumänischer Generalleutnant im Zweiten Weltkrieg

### Mock
- Möck, Alexander Maria (* 1969), deutscher Geiger
- Mock, Alfred (1908–2006), deutscher katholischer Ordensgeistlicher und Hochschullehrer
- Mock, Alois (1934–2017), österreichischer Politiker (ÖVP), Abgeordneter zum NationalratAlois Mock (1934–2017)

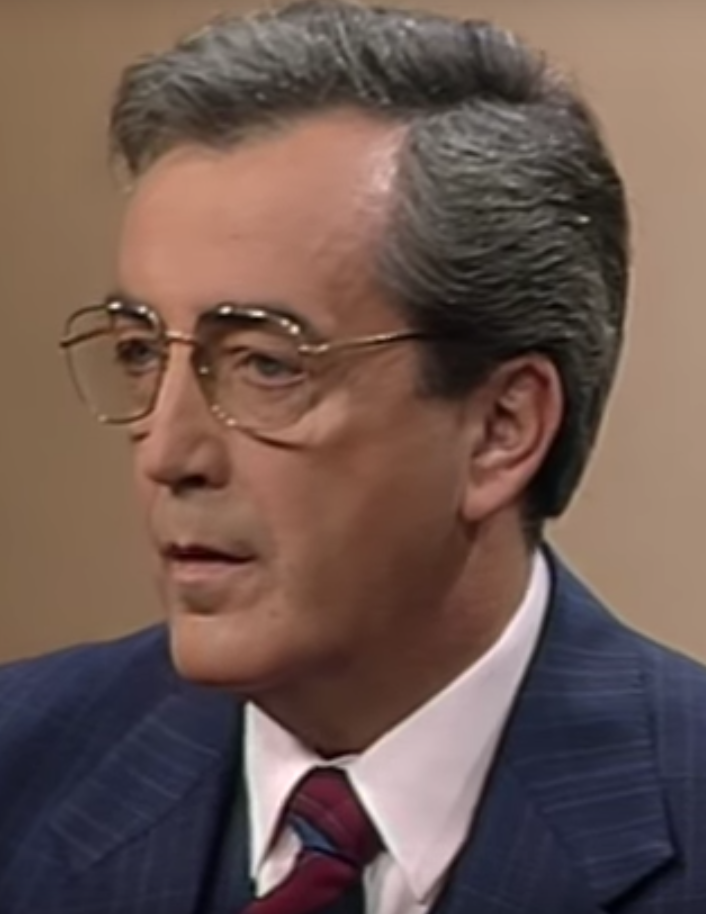
Alois Mock (1934–2017)

- Mock, Ämilian (1712–1784), Abt des Klosters Irsee
- Mock, Birgit (* 1970), deutsche Geschäftsführerin des Hildegardis-Vereins
- Mock, Elizabeth Bauer (1911–1998), US-amerikanische Architektin, Landschaftsarchitektin, Universitätsprofessorin, Autorin und Direktorin am MoMA
- Mock, Elmar (* 1954), Schweizer Uhrmacheringenieur
- Mock, Florian (* 1974), deutscher Oper-, Operetten-, Lied- und Konzertsänger (Lyrischer Tenor)
- Mock, Freida Lee, US-amerikanische Drehbuchautorin, Regisseurin und Filmproduzentin
- Mock, Gerhard (* 1953), österreichischer Politiker (SPÖ), Abgeordneter zum Kärntner Landtag
- Mock, Hanns († 1944), deutscher Turner
- Mock, Heinrich (1904–1984), deutscher Kunsthistoriker, Graphiksammler, -verleger und -händler
- Mock, Hermann (1824–1883), hohenzollerischer Oberamtmann
- Mock, Janet (* 1983), US-amerikanische Journalistin, Schriftstellerin, Moderatorin, Regisseurin, Drehbuchautorin und LGBT-Aktivistin
- Mock, Jerrie (1925–2014), US-amerikanische Pilotin
- Mock, Joachim (1926–2017), deutscher Schauspieler, Filmregisseur, Drehbuchautor und Filmproduzent
- Mock, Johann (1906–1982), österreichischer Fußballspieler
- Mock, Johann Samuel († 1737), deutsch-polnischer Maler des Rokoko
- Möck, Manfred (* 1959), deutscher Schauspieler, Regisseur, Musiker und Dozent für Schauspiel
- Mock, Manuela (* 1961), deutsche Reality-Show-Darstellerin
- Mock, Moritz (* 2000), Schweizer Unihockeyspieler
- Mock, Sebastian (* 1976), deutscher Jurist und Professor für Zivil- und Unternehmensrecht an der Wirtschaftsuniversität Wien
- Möck, Sibylle (* 1979), deutsche Moderatorin
- Mock, Tim (* 1997), Schweizer Unihockeyspieler
- Möck, Ull (* 1961), deutscher Jazzmusiker (Piano, Keyboards, Komposition, Arrangement)
- Mock, Werner, deutscher Basketballspieler
- Mock, Wolfgang (* 1949), deutscher Journalist und Schriftsteller
- Mock-Stümer, Peer (* 1967), deutscher Politiker (CDU), MdA
- Mocka, Jan (* 1989), deutscher Filmproduzent
- Mockaitis, Vytautas (1958–2011), litauischer Skulptor, Medaillist und Juwelier, Professor
- Mockapetris, Paul (* 1948), US-amerikanischer Erfinder des Domain Name System (DNS)
- Mockasin, Connan, neuseeländischer Psychedelic-Rock-Sänger
- Möcke, Renate (1952–2021), deutsche Juristin und Richterin
- Mockel, Albert (1866–1945), belgischer Dichter
- Möckel, Aljonna (* 1941), deutsche Übersetzerin und Schriftstellerin
- Möckel, Andreas (1927–2019), deutscher Sonderpädagoge
- Mockel, August Friedrich (1628–1694), Bürgermeister von Heilbronn (1686–1694)
- Möckel, Axel (1949–1999), deutscher Maler
- Möckel, Christian (* 1973), deutscher Fußballspieler und Funktionär
- Möckel, Christoph (* 1986), deutscher Jazzmusiker (Saxophone, Klarinetten)
- Möckel, Claus (1921–2019), deutscher Architekt
- Möckel, Else (1901–1976), deutsche Porzellanmalerin
- Mockel, Freddy (* 1970), belgischer Politiker
- Möckel, Gerald (1935–2012), deutscher Diplomat, Botschafter der DDR
- Möckel, Gerd (* 1943), deutscher Politiker (CDU), MdL
- Möckel, Gottfried (1926–2009), deutscher Musikverleger
- Möckel, Gotthilf Ludwig (1838–1915), deutscher Architekt und mecklenburgischer Baubeamter
- Möckel, Günter (1933–2019), deutscher Offizier, Generalmajor der NVA
- Möckel, Hagen (* 1964), deutscher Schauspieler
- Möckel, Helmut (1909–1945), deutscher Politiker (NSDAP), MdR, Stabsführer der Hitlerjugend
- Möckel, Helmut (1921–2011), deutscher Fußballspieler
- Möckel, Hermann (1849–1920), deutscher Seminaroberlehrer, Stadtverordnetenvorsteher, Vereins- und Verbandsfunktionär
- Möckel, Ingrun Helgard (1941–1977), deutsches Fotomodell und Schönheitskönigin
- Möckel, Jens (* 1988), deutscher Fußballspieler
- Mockel, Johannes (1567–1631), Jurist, Gastwirt, Koch, Leichenführer, Schulgründer, Winzer, neulateinischer Dichter und Ratsverwandter in Tübingen
- Möckel, Karl (1901–1948), deutscher SS-OberführerKarl Möckel (1901–1948)

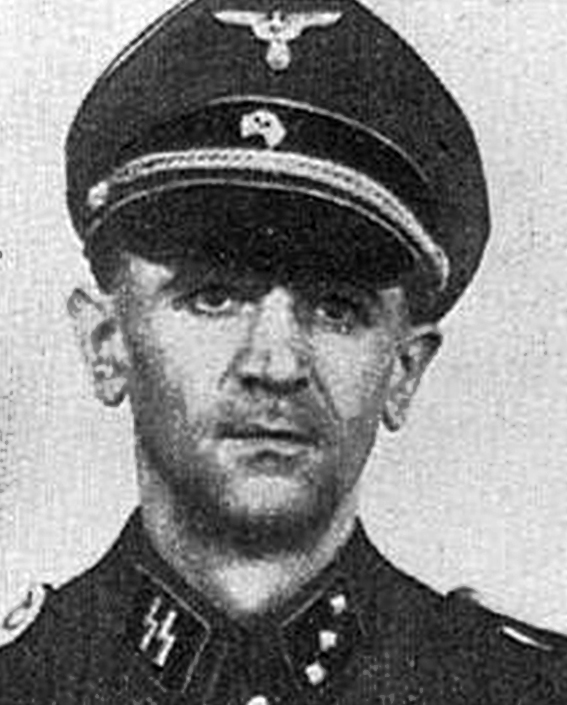
Karl Möckel (1901–1948)

- Möckel, Karl-Heinz (* 1947), deutscher Politiker (DDR-CDU, CDU), MdL
- Möckel, Klaus (* 1934), deutscher Autor, Übersetzer und Herausgeber
- Möckel, Kurt (* 1901), deutscher Chemiker und Unternehmer
- Möckel, Lutz (* 1956), deutscher Fußballspieler
- Möckel, Otto (1869–1937), deutscher Geigenbauer
- Möckel, Phillip (1821–1894), Fabrikant und Politiker in Bad Homburg
- Möckel, Sigfried (1923–1987), deutscher LDPD-Funktionär, Bürgermeister in Eisenach
- Möckel, Ulrich (* 1964), deutscher Heimatforscher
- Möckel, Ulrike (* 1956), deutsche Synchronsprecherin und Schauspielerin
- Möckel, Ursula (* 1951), deutsche Wasserspringerin
- Möckel, Werner (1923–1960), deutscher Fußballspieler
- Möckel, Wilfried (1932–2020), deutscher Zahnmediziner und Generalarzt
- Mockeliūnas, Raimundas (* 1960), litauischer Veterinärmediziner, Tierarzt und Politiker, stellvertretender Bildungsminister Litauens
- Möckelmann, Reiner (* 1941), deutscher Diplomat
- Mockenhaupt, Hildegard (* 1954), deutsche Marathonläuferin
- Mockenhaupt, Josef (1877–1943), deutscher Architekt
- Mockenhaupt, Otto (1912–1972), deutscher Politiker (SPD), MdL
- Mockenhaupt, Sascha (* 1991), deutscher Fußballspieler
- Mockenhaupt-Gregor, Sabrina (* 1980), deutsche LangstreckenläuferinSabrina Mockenhaupt-Gregor (* 1980)

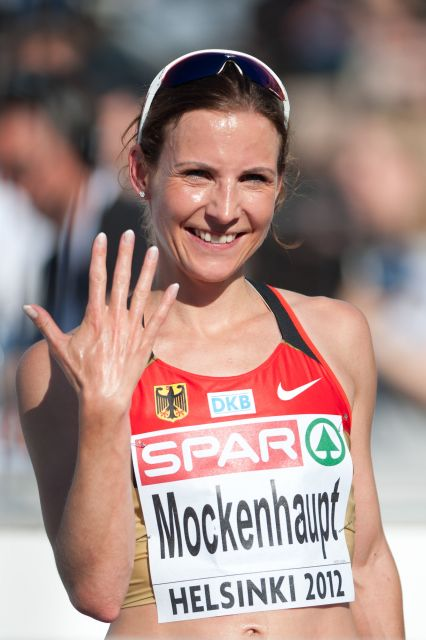
Sabrina Mockenhaupt-Gregor (* 1980)

- Mocker, Andreas (* 1708), deutscher Orgelbauer
- Mocker, Christoph, deutscher Orgelbauer
- Mocker, Hieronymus, deutscher Orgelbauer
- Mocker, Johann Christoph, deutscher Orgelbauer
- Mocker, Johann Christoph († 1753), deutscher Orgelbauer
- Mocker, Johann Friedrich († 1805), deutscher Orgelbauer
- Mocker, Johann Georg (1665–1733), deutscher Orgelbauer
- Mocker, Josef (1835–1899), böhmischer Architekt und Restaurator
- Mocker, Karl (1905–1996), deutscher Politiker (GB/BHE, CDU), MdL, MdB
- Mocker, Stefan (* 1972), deutscher Schauspieler
- Mocker, Wolfgang (1954–2009), deutscher Aphoristiker und Journalist
- Möckert, Johann Nikolaus (1732–1792), deutscher Jurist und Hochschullehrer
- Mockevičius, Rymantas (* 1967), litauischer Beamter, Leiter von Vadovybės apsaugos departamentas (VAD), General im Innendienst
- Mockevičius, Skirmantas (* 1965), litauischer Politiker
- Mockford, Maureen († 2008), nordirische Badmintonspielerin und Bowlerin
- Mockhel, Friedrich Richard (1594–1643), Jurist und Diplomat, Kanzleidirektor der Grafschaft Hohenlohe-Waldenburg-Pfedelbach und schwedischer Resident im Elsass
- Möckl, Karl (* 1940), deutscher Historiker
- Möckl, Leonhard (* 1989), deutscher Biophysiker und Biochemiker
- Mockler, Frank (1909–1993), US-amerikanischer Politiker
- Möckli, Christoph (* 1977), Schweizer Motocrossfahrer
- Möcklinghoff, Egbert (1924–2017), deutscher Jurist, Verwaltungsbeamter und Politiker (CDU), MdL
- Möcklinghoff, Juliane (* 1979), deutsche Fernsehmoderatorin und Journalistin
- Möcklinghoff, Lydia (* 1981), deutsche Biologin und Tropenökologin
- Möckly, Ernst (1856–1905), Initiant und Mitgründer des Schweizerischen Samariterbundes SSB
- Mockrauer, Franz (1889–1962), deutscher Philosoph und Volkshochschulleiter
- Mockridge, Bill (* 1947), kanadischer Schauspieler und Kabarettist
- Mockridge, Cyril J. (1896–1979), britisch-US-amerikanischer Filmmusikkomponist
- Mockridge, Jeremy (* 1993), italienisch-kanadischer Schauspieler
- Mockridge, Luke (* 1989), italienisch-kanadischer KomikerLuke Mockridge (* 1989)

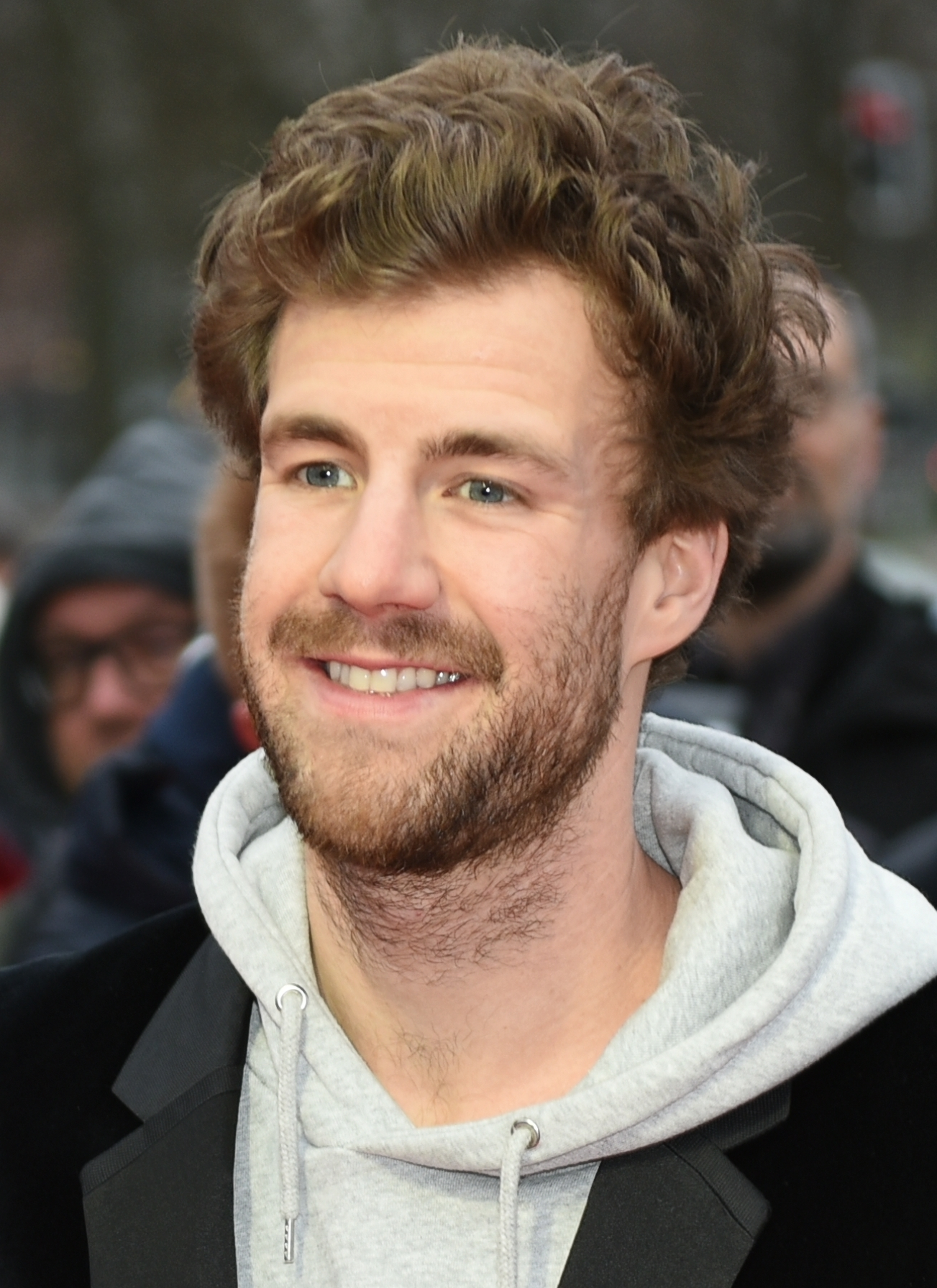
Luke Mockridge (* 1989)

- Mockridge, Matthew (* 1986), italienisch-kanadischer Unternehmer und Gründungsmitglied der Boygroup Part Six
- Mockridge, Nicholas (* 1984), italienisch-kanadischer Regisseur und Sprecher
- Mockridge, Russell (1928–1958), australischer Radrennfahrer
- Mockrin, Jesse (* 1981), US-amerikanische Künstlerin
- Mockūnas, Liudas (* 1976), litauischer Holzbläser, Komponist und Musikproduzent
- Mockus, Antanas (* 1952), kolumbianischer Philosoph, Mathematiker und Politiker sowie ehemaliger Bürgermeister von Bogotá
- Mockus, Arūnas (* 1969), litauischer Flottillenadmiral und Befehlshaber der Litauischen Marine
- Mockus, Arvydas (* 1960), litauischer Politiker
- Mockus, Darius Juozas (* 1965), litauischer Unternehmer und Ökonom
- Mockus, Rimantas (* 1979), litauischer Jurist und Politiker, Justizminister Litauens
- Mockus, Vytautas (* 1957), litauischer Politiker
- Mocky (* 1974), kanadischer Popmusiker, in Berlin ansässig
- Mocky, Jean-Pierre (1933–2019), französischer Filmregisseur und SchauspielerJean-Pierre Mocky (1933–2019)

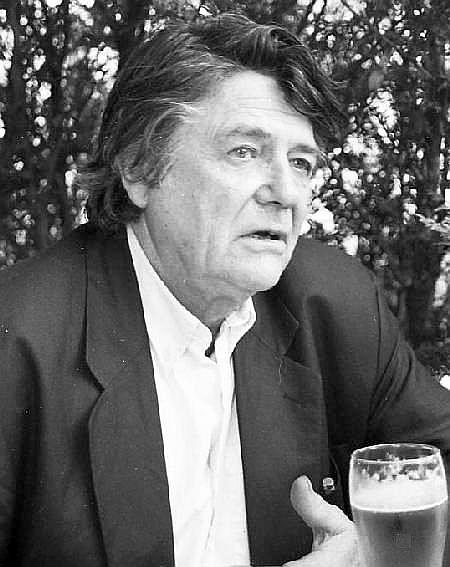
Jean-Pierre Mocky (1933–2019)

### Mocn
- Močnik, Damijan (* 1967), slowenischer Komponist, Chordirigent und Pädagoge
- Močnik, Franz von (1814–1892), österreichischer Mathematiker, Hochschullehrer, Schulbuchautor und Schulinspektor

### Moco
- Moco, Marcolino (* 1953), angolanischer Politiker
- Mocogno, Delia Da (* 2004), Schweizer Mountainbikerin

### Mocq
- Mocquard, François (1834–1917), französischer Zoologe und Herpetologe
- Mocquereau, André (1849–1930), Benediktinermönch und Gregorianik-Forscher

### Mocs
- Mocsai, Lajos (* 1954), ungarischer Handballtrainer
- Mocsai, Tamás (* 1978), ungarischer Handballspieler
- Mocsáry, Alexander (1841–1915), ungarischer Zoologe und Entomologe
- Mocsi, Attila (* 2000), ungarischer Fußballspieler
- Mocsigay, Arnold (1840–1911), deutscher Fotograf ungarischer Herkunft
- Mócsy, András (1929–1987), ungarischer provinzialrömischer Archäologe, Epigraphiker und Numismatiker

### Moct
- Moctar, Aminetou Mint (* 1956), mauretanische Menschenrechtsaktivistin
- Moctar, Habib (1950–1994), nigrischer Politiker
- Moctar, Kassoum Mamane (* 1978), nigrischer Politiker
- Moctar, Mdou (* 1985), nigrischer Gitarrist und Singer-Songwriter
- Moctezuma Barragán, Javier (* 1953), mexikanischer Botschafter
- Moctezuma I. (1390–1469), Herrscher über die aztekische Stadt Tenochtitlán (1440–1469)Moctezuma I. (1390–1469)

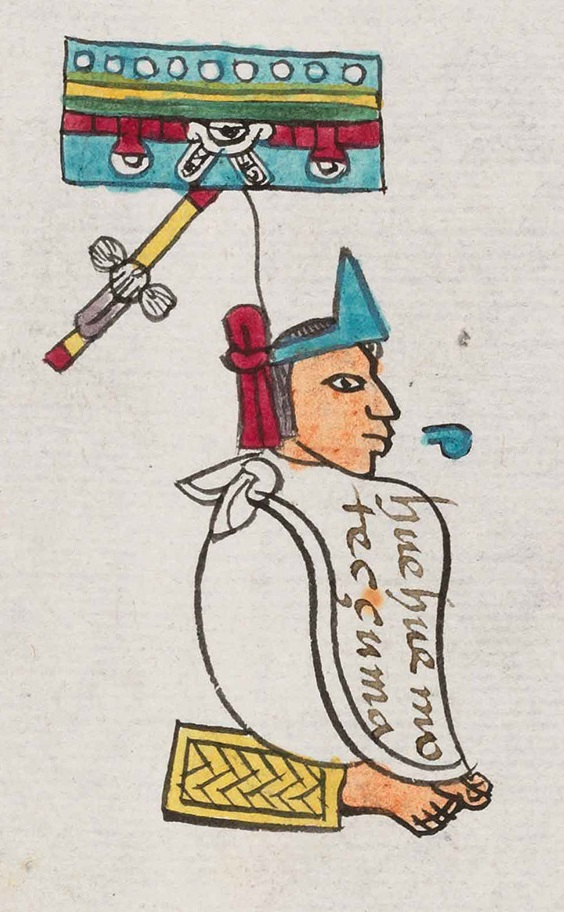
Moctezuma I. (1390–1469)

- Moctezuma II. († 1520), Herrscher des Azteken-Reiches (1502–1520)Moctezuma II. († 1520)

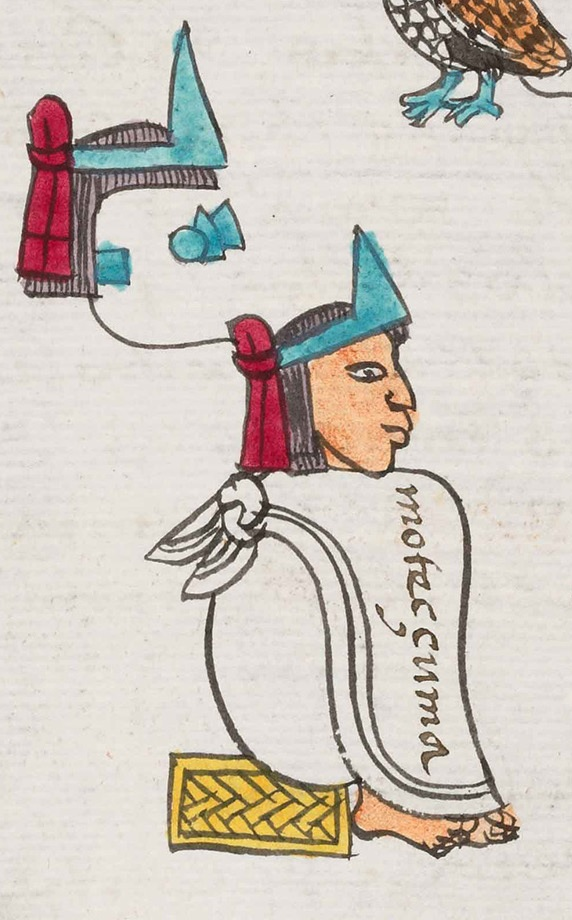
Moctezuma II. († 1520)

- Moctezuma, Armando (* 1980), mexikanischer Fußballspieler
- Moctezuma, Esteban (* 1954), mexikanischer Politiker und Diplomat
- Moctezuma, Julio Rodolfo (* 1927), mexikanischer Politiker und Manager
- Moctezuma, Maria Guadalupe Graillet (* 1983), mexikanische Sängerin, Gitarristin und Komponistin
- Moctezuma, Maria Xipaguazin († 1537), aztekische Prinzessin

### Mocu
- Moculescu, Horia (* 1937), rumänischer Pianist, Sänger, Komponist und TV-Moderator
- Moculescu, Stelian (* 1950), deutscher Volleyballtrainer
- Mocumbi, Pascoal (1941–2023), mosambikanischer Mediziner und Politiker

### Mocz
- Moczar, Mieczysław (1913–1986), polnischer kommunistischer Politiker
- Moczarski, Justin (* 1998), deutscher Nordischer Kombinierer
- Moczarski, Kazimierz (1907–1975), polnischer Journalist, Propagandachef der Polnischen Heimatarmee
- Moczarski, Norbert (* 1953), deutscher Archivar und Historiker
- Moczik, Felizian Josef (1861–1917), slowakischer Organist und Chorleiter
- Mocznay, Hans (1906–1996), deutscher Maler und Plastiker
- Moczulski, Leszek (1930–2024), polnischer Historiker und Politiker